# Хаконе (вулкан)
Хако́не (яп. 箱根山 Хаконэ яма) — комплекс вулканов в центре острова Хонсю. В двух древних перекрывающихся кальдерах, бо́льшая из которых имеет размер около 10 × 11 км, расположено 6 вершин более молодых вулканов, некоторые из них курятся до сих пор. В центре кальдеры находится горное озеро Аси.
Район Хаконе входит в состав Национального парка Фудзи-Хаконэ-Идзу. От него до Токио 80 километров, и посещает его ежегодно 20 млн туристов. В наши дни число туристов идет на спад. В 2002 году Хаконэ посетили лишь 19,3 млн туристов, а самое большое число было в 1995 году — 21,2 млн туристов.
В честь Хаконе назван астероид (1098) Хакона, открытый в 1928 году японским астрономом Окуро Оикавой в Токийской астрономической обсерватории, расположенной в 80 километрах от вулкана.